# Куно Брудер
Куно Брудер (нім. Kuno Bruder; 20 вересня 1886, Ромбах — 23 жовтня 1964, Тюбінген) — німецький військовий ветеринар, доктор ветеринарії, генерал-майор ветеринарної служби вермахту. Кавалер Німецького хреста в сріблі.

## Біографія
22 лютого 1913 року вступив в Імперську армію. Учасник Першої світової війни. Після демобілізації армії залишений в рейхсвері. З 1935 року — начальник ветеринарної служби 11-го армійського корпусу, з 26 серпня 1939 року — 4-ї армії, з 15 листопада 1944 року — групи армій «H». В травні 1945 року взятий в полон. В 1946 році звільнений.

## Нагороди
- Залізний хрест 2-го і 1-го класу
- Орден «За військові заслуги» (Баварія) 4-го класу з мечами
- Почесний хрест ветерана війни з мечами (1 лютого 1935)
- Німецька імперська відзнака за фізичну підготовку в золоті (5 серпня 1936)
- Медаль «За вислугу років у Вермахті» 4-го, 3-го, 2-го і 1-го класу (25 років; 2 листопада 1936) — отримав 4 нагороди одночасно.
- Застібка до Залізного хреста 2-го класу (21 лютого 1940)
- Хрест Воєнних заслуг
  - 2-го класу з мечами
  - 1-го класу з мечами (25 жовтня 1941)
- Медаль «За зимову кампанію на Сході 1941/42»
- Німецький хрест в сріблі (13 грудня 1944)